# Super Formula Lights
De Super Formula Lights is een raceklasse in het formuleracing in Japan. Het is een kampioenschap voor jonge coureurs en dient als opstapklasse naar de Super Formula. Het is de opvolger van de All-Japan F3, dat van 1979 tot 2019 werd gehouden.

## Geschiedenis
De Super Formula Lights werd in 1979 voor het eerst georganiseerd onder de naam All-Japan F3. De FIA voerde wijzigingen door in de Formule 3-reglementen, waarna het kampioenschap vanaf 2020 onder een nieuwe naam moest worden gehouden. Er was een mogelijkheid om een kampioenschap onder Formule Regional-reglemtenten te houden, maar de Japanse rechten hiervan gingen naar K2 Planet, dat het Formula Regional Japanese Championship oprichtte. Op 17 augustus 2019 werd aangekondigd dat de klasse zou worden hernoemd naar Super Formula Lights. De naam is afgeleid van de Indy Lights, een opstapklasse naar de IndyCar Series.

## Auto
De reglementen van de Super Formula Lights zijn vrijwel gelijk aan die van de Euroformula Open, een ander voormalig Formule 3-kampioenschap dat de woorden "Formule 3" uit de naam moest verwijderen.
Chassis
Dallara is de enige fabrikant die chassis voor de Super Formula Lights bouwt. Vanaf het seizoen 2020 werd de Dallara 320 gebruikt, een chassis dat met de Euroformula Open werd gedeeld. Het chassis bevatte nieuwe aerodynamische onderdelen en een halo. In 2024 stapte het kampioenschap over naar een nieuwe versie van de Dallara 320.
Motoren
Toyota-TOM'S, Mugen-Honda, Toda Racing en ThreeBond (Nissan) bleven als officiële motorleveranciers voor het seizoen 2020. Ook werd de Spiess Tuning Volkswagen veel gebruikt. Vanaf 2024 mochten enkel de motoren van Toyota-TOM'S gebruikt worden, die een inhoud van 1,6 liter hebben.
Banden
Yokohama levert de banden van het kampioenschap, wat het al sinds 2011 doet. In 2023 zou Hankook de banden leveren, maar het kampioenschap keerde terug naar Yokohama-banden nadat de fabriek van Hankook was afgebrand.

## Resultaten
| Jaar | Kampioen      | Team              | Tweede           | Derde         | Kampioen Master Class |
| ---- | ------------- | ----------------- | ---------------- | ------------- | --------------------- |
| 2024 | Syun Koide    | B-Max Racing Team | Rikuto Kobayashi | Seita Nonaka  | "Dragon"              |
| 2023 | Iori Kimura   | B-Max Racing Team | Hibiki Taira     | Syun Koide    | Nobuhiro Imada        |
| 2022 | Kazuto Kotaka | TOM'S             | Kakunoshin Ohta  | Iori Kimura   | Nobuhiro Imada        |
| 2021 | Teppei Natori | B-Max Racing Team | Giuliano Alesi   | Ren Sato      | Nobuhiro Imada        |
| 2020 | Ritomo Miyata | TOM'S             | Sena Sakaguchi   | Kazuto Kotaka | "Dragon"              |